# 묘도 (검)

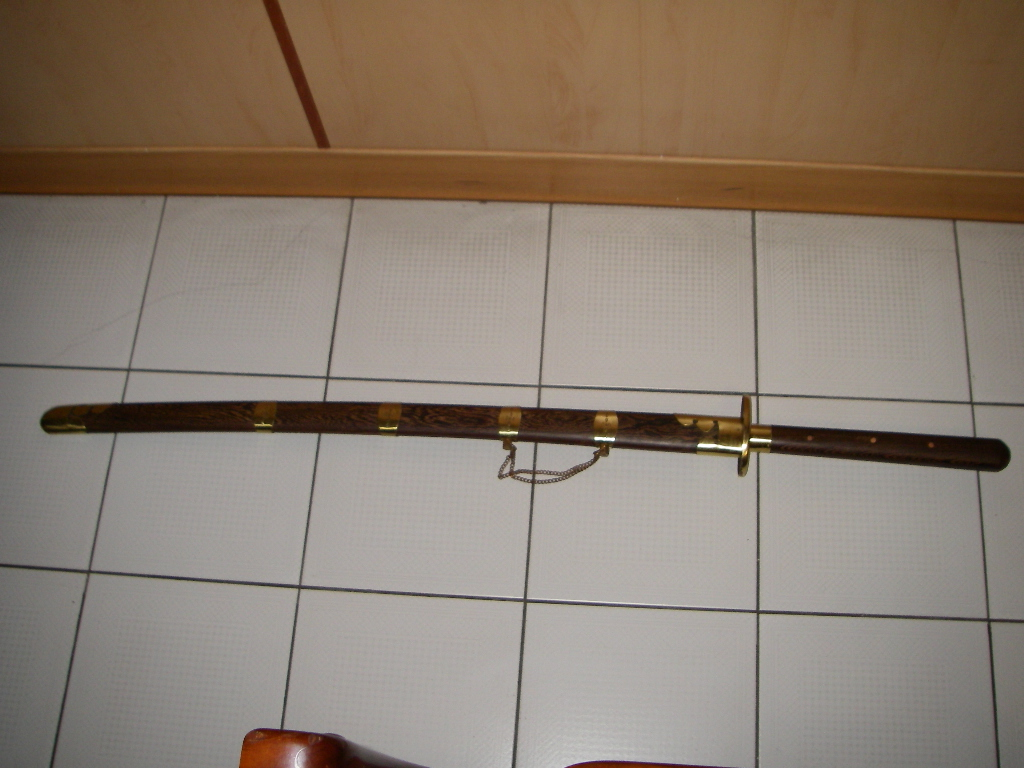
칼자루에 있는 묘도

묘도(중국어: 苗刀 먀오다오[*])는 좁은 칼날과 긴 칼자루, 그리고 약 1.2m 길이의 중화민국 시기의 도(刀) 또는 사브르이다. 묘도라는 이름은 "새싹 칼"이라는 뜻으로, 무기의 형태와 새로 싹이 틔운 식물 사이의 유사성을 의미한다. 초기 문헌에서는 먀오다오와 청나라의 왜도 사이에 연관성이 있으며, 묘도의 한 손과 두 손 모두를 언급하는데, 이는 이 이름이 원래 크기에 대한 함축 없이 모양만을 묘사했다는 것을 암시한다. 묘도는 최근의 무기이지만, 그 이름은 참마도나 장도 다양한 초기 중국의 장검에 적용되기 시작했다. 대도와 더불어, 묘도는 중일 전쟁 당시 몇몇 중국군이 사용했다.

## 같이 보기
- 도 (중국)
- 중국의 도검